# 싸다9
《싸다9》는 대한민국의 가수 싸이의 정규 9집 음반이다. 2022년 4월 29일 발매되었다. 2017년 8집 《PSY 8th 4X2=8》 이후 5년 만에 발표한 음반으로서, 12곡을 담았다. P NATION에서 음반을 기획해 드림어스컴퍼니에서 발매했다.
타이틀곡은 〈That That (Prod. & Feat. SUGA of BTS)〉으로, 방탄소년단의 슈가가 프로듀싱과 더불어 피처링에 참여하였다.

## 배경 및 발매
이 앨범은 원래 2019년 7월에 발매될 예정이었다. 7월 15일, 싸이는 〈Everyday〉, 〈Celeb〉, 〈Happier〉의 뮤직 비디오를 단독으로 선공개했다. 2021년 12월 30일, 싸이의 소속사 P NATION은 그의 개인적인 일정과 그의 회사의 운영 때문에 여러 번 지연된 후 마침내 다음 해에 앨범이 발매될 것이라고 발표했다.
2022년 4월 29일, 싸이는 서울의 한 호텔에서 언론 청취 파티를 열었다. 싸이는 정규 앨범을 발매한 이유에 대해 "CD가 K-Pop 아이돌들 사이에서 인기가 있음에도 불구하고 아무도 CD 플레이어를 가지고 있지 않으며, 이 디지털 시대에 CD를 발매하는 것이 매우 피곤한 움직임으로 느껴지기 때문에 CD는 구식이라고 느꼈다"고 말했다. 디지털 싱글을 발표하는 것이 더 오래 지속될 수도 있다고 생각한 싸이는 K-Pop에서 후배들과 선배들을 이어주는 '허리 자세'의 아티스트로서 K-Pop의 신구의 균형을 잡고 디지털 시대에 복고풍 앨범을 갖고 싶다는 생각을 했다.

## 수록곡
| #            | 제목                                      | 작사                     | 작곡                                      | 편곡               | 재생 시간 |
| ------------ | ----------------------------------------- | ------------------------ | ----------------------------------------- | ------------------ | --------- |
| 1.           | 〈9INTRO〉                                | 싸이                     | 싸이 유건형 SPACE ONE                     | 유건형 SPACE ONE   | 2:46      |
| 2.           | 〈That That〉 (Prod. & Feat. SUGA of BTS) | 싸이 SUGA                | 싸이 SUGA EL CAPITXN                      | SUGA EL CAPITXN    | 2:54      |
| 3.           | 〈Celeb〉                                 | 지코 싸이                | 지코 싸이 유건형                          | 유건형             | 3:19      |
| 4.           | 〈감동이야〉 (Feat. 성시경)               | 싸이 White 99 타블로     | 싸이 White 99 함준석                      | 유건형 고태영      | 3:40      |
| 5.           | 〈밤이 깊었네〉 (Feat. Heize)             | 한경록 싸이              | 한경록 싸이                               | 서원진             | 3:05      |
| 6.           | 〈GANJI〉 (Feat. Jessi)                   | 싸이 Jessi               | 싸이 유건형                               | 유건형             | 2:51      |
| 7.           | 〈이제는〉 (Feat. 화사)                   | 오동식                   | Mike Bradley Stephen Wittmack Peggy March | 유건형             | 3:27      |
| 8.           | 〈Happier〉 (Feat. Crush)                 | 싸이 Crush GENERAL SOUND | 싸이 Crush 유건형                         | 유건형             | 4:11      |
| 9.           | 〈나의 월요일〉                           | 기리보이                 | 기리보이 GLEAM 유건형                     | 유건형             | 2:51      |
| 10.          | 〈Everyday〉                              | 싸이 VVN AURA            | 싸이 VVN THE PLATONIX                     | VVN THE PLATONIX   | 4:36      |
| 11.          | 〈forEVER〉 (Feat. 타블로)                | 싸이 타블로              | 싸이 AURA                                 | THE PLATONIX [ A ] | 3:28      |
| 12.          | 〈내일의 나에게〉                         | 싸이 AURA White 99       | 싸이 VVN AURA White 99                    | THE PLATONIX       | 4:06      |
| 총 재생 시간 | 총 재생 시간                              | 총 재생 시간             | 총 재생 시간                              | 총 재생 시간       | 41:19     |